# Bundesvereinigung Kulturelle Kinder- und Jugendbildung
Die Bundesvereinigung Kulturelle Kinder- und Jugendbildung e. V. (BKJ) ist sowohl der Dachverband der Bundesverbände, Landesvereinigungen und bundesweit agierenden Institutionen der kulturellen Bildung in Deutschland als auch Fachverband für die Weiterentwicklung und Förderung der Kulturellen Kinder- und Jugendbildung.

## Tätigkeit der BKJ
Die BKJ vertritt die Belange der Verbände und Einrichtungen gegenüber Parlament und Regierung und fungiert als Lobby für die kulturelle Bildung in der Öffentlichkeit. Ziel ist die Sicherung  und Weiterentwicklung von kultureller Bildung mit, von und für Kinder und Jugendliche.
Weitere Aufgaben sind:
- Qualitätssicherung durch Fachtagungen, Modellversuche, Evaluation
- Politikberatung und Interessenvertretung, Beratung bei der Entwicklung von Bundesprogrammen für kulturelle Bildung
- Mitarbeit in Gremien und Institutionen von bundesweiter und internationaler Bedeutung
- Aufbau und Sicherung von Strukturen, die Kulturarbeit mit, von und für Kinder und Jugendliche verbessern
- Öffentlichkeitsarbeit durch Pressearbeit, Publikationen, Newsletter
- Aufbereitung von Materialien, Informationen, Argumentationshilfen, Vermittlung von Fördermitteln
- Information und Beratung: Informations- und Erfahrungsaustausch unter den Mitgliedsverbänden und anderen interessierten Gruppen
- Zentralstellenarbeit für das Deutsch-Französische und Deutsch-Polnische Jugendwerk
- Koordination des bundesweiten Trägerverbunds für den Kompetenznachweis Kultur
- Service- und Entwicklungsstelle für die fachliche Begleitung und Umsetzung von Kooperationen zwischen Schulen und außerschulischen kulturellen Einrichtungen
- Die BKJ ist der bundeszentrale Träger des Freiwilligen Sozialen Jahres in der Kultur (FSJ Kultur).
- Förderung internationaler Jugendkulturprojekte und Fachkräftebegegnungen.

Der Verband ist Unterzeichner der Initiative Transparente Zivilgesellschaft.

## Mitglieder
Die BKJ ist ein Zusammenschluss von 42 bundesweit agierenden Fachverbänden und Institutionen und 14 Landesvereinigungen (u. a. Landesvereinigung Kulturelle Bildung Bayern) der kulturellen Kinder- und Jugendbildung. Vertreten sind die Bereiche Musik, Spiel, Theater, Tanz, Zirkus, Bildende Kunst, Literatur, Fotografie, Film und Video, Kindermuseen, neue Medien und kulturpädagogische Fortbildung.